# ایستگاه متروی پلاستو
ایستگاه متروی پلاستو (انگلیسی: Plaistow tube station) (‎/ˈplɑːstoʊ/‎ PLAHST-oh یا ‎/ˈplæstoʊ/‎ PLAST-oh) یکی از ایستگاه‌های خط ناحیه و خط همرسمیت و سیتی متروی لندن است.
این ایستگاه که در منطقه نیوهام لندن قرار دارد در سال ۱۸۵۸ میلادی تأسیس شده است.